# Maximilian Franzke
Maximilian Franzke (* 5. März 1999 in München) ist ein deutscher Fußballspieler. Der Flügelspieler stand zuletzt beim 1. FC Magdeburg unter Vertrag.

## Karriere
Franzke stammt aus München und wurde in seiner Anfangszeit unter anderem beim TSV 1860 fußballerisch ausgebildet. Mit elf Jahren wechselte er zum Stadtrivalen FC Bayern München an dessen Nachwuchscampus.
Die Saison 2016/17 schloss Franzke mit der A-Jugend des FC Bayern als Meister der Südstaffel und anschließender Finalteilnehmer um die deutsche Meisterschaft ab, wo man sich jedoch im Elfmeterschießen Borussia Dortmund geschlagen geben musste. In der UEFA Youth League konnte der Offensivspieler erste internationale Erfahrungen sammeln, schied jedoch mit den Münchnern in der Gruppenphase aus. Die Hälfte der folgenden Spielzeit verpasste er aufgrund einer Hüftverletzung, kam aber zu einem ersten Kurzeinsatz für die Regionalligamannschaft bei einem 1:1 gegen Greuther Fürth. In der Liga ging die Staffelmeisterschaft hingegen am letzten Spieltag an die TSG 1899 Hoffenheim verloren.
Ab Sommer 2018 wurde Franzke unter seinem ehemaligen Jugendtrainer Holger Seitz fest in den Kader der Bayern-Amateure integriert und kam für die U19 nur noch viermal in der Youth League zum Einsatz. Parallel dazu durfte er regelmäßig am Training der ersten Mannschaft teilnehmen und für sie auch in Vorbereitungsspielen auflaufen. Während der Winterpause wurde sein Vertrag bis Juni 2021 verlängert. In 25 Regionalligapartien konnte der Offensivspieler drei Tore erzielen und sechs Treffer vorbereiten und wurde im Frühjahr 2019 mit der Mannschaft Bayernmeister. Über die anschließenden Aufstiegsspiele konnte sich Franzke mit dem FC Bayern II gegen den VfL Wolfsburg II durchsetzen und die Rückkehr in die 3. Liga feiern.
Nachdem Franzke bis zur Winterpause nur zu einem Kurzeinsatz in der 3. Liga gekommen war, wechselte er am 21. Januar 2020 zum FC St. Pauli. Er unterschrieb einen Vertrag mit einer Laufzeit bis zum 30. Juni 2022 und steht im Kader der zweiten Mannschaft, die in der Regionalliga Nord spielt. Bis zur Unterbrechung der Spielzeit aufgrund der COVID-19-Pandemie absolvierte Franzke zwei Viertligapartien, am 29. Spieltag der wieder aufgenommenen Zweitligasaison kam er Ende Mai 2020 auch erstmals für die Profis zum Einsatz. Franzke beendete die Saison mit zwei Regionalliga- und fünf Zweitligaeinsätzen.
In der neuen Saison 2020/21 bestritt Franzke zunächst wieder drei Regionalliga-Spiele für die zweite Mannschaft von St. Pauli. Anfang Oktober 2020 wurde er kurz vor Ende des wegen der COVID-19-Pandemie verlängerten Transferfensters bis zum Ende der Saison an den 1. FC Magdeburg in die 3. Liga ausgeliehen. Nachdem er dort in der folgenden Saison verletzungsbedingt nur auf acht Einsätze gekommen war, wurde sein Vertrag in St. Pauli am Saisonende aufgelöst und Franzke wechselte fest nach Magdeburg. In der folgenden Saison kam er dort ebenfalls nur in acht Ligaspielen zum Einsatz, aber erreichte mit der Mannschaft als Drittliga-Meister den Aufstieg in die 2. Bundesliga.
Im Sommer 2023 wurde sein Vertrag in Magdeburg aufgelöst.

## Erfolge
FC Bayern München
- Meister der 3. Liga: 2020
- Meister der Regionalliga Bayern und Aufstieg in die 3. Liga: 2019

1. FC Magdeburg
- Meister der 3. Liga und Aufstieg in die 2. Bundesliga: 2022
- Sieger Landespokal Sachsen-Anhalt: 2022